# SIMH
SIMH — портируемый мультисистемный эмулятор, работающий под Microsoft Windows, GNU/Linux, Mac OS X, FreeBSD, OpenBSD, NetBSD, OpenVMS, OpenSolaris и другими операционными системами. Его поддерживает Боб Супник, бывший инженер и вице-президент DEC. Эмулятор основан на более старом эмуляторе MIMIC, написанном в Applied Data Research в конце 1960-х годов. Разработка SIMH была начата в 1993 году с целью сохранения аппаратного и программного обеспечения компьютеров, которые постепенно стали забываться.
Исходный код эмулятора написан на Си и доступен под модифицированной лицензией MIT.

## Эмулируемые машины
Data General
- Nova
- Eclipse

Digital Equipment Corporation
- PDP-1, PDP-4, PDP-7, PDP-8, PDP-9, PDP-10, PDP-11, PDP-15
- VAX

GRI Corporation
- GRI-909, GRI-99

IBM
- 1401, 1620, 1130
- 7090/7094
- System/3

Interdata
- 16-bit series
- 32-bit series

Hewlett-Packard
- 2114, 2115, 2116
- 2100
- 21MX
- 1000

Honeywell
- H316, H516

MITS
- Altair 8800

Royal-Mcbee
- LGP-30, LGP-21

Scientific Data Systems
- SDS 940